# Borisława Borisowa
Borisława Borisowa, bułg. Борислава Борисова (ur. 27 lutego 1951 w Popowie) – bułgarska szachistka, reprezentantka Szwecji od 1977, mistrzyni międzynarodowa od 1974 roku. W czasie swojej kariery występowała również pod nazwiskiem Borisowa-Ornstein. Aktualnie reprezentuje Szwecje.

## Kariera szachowa

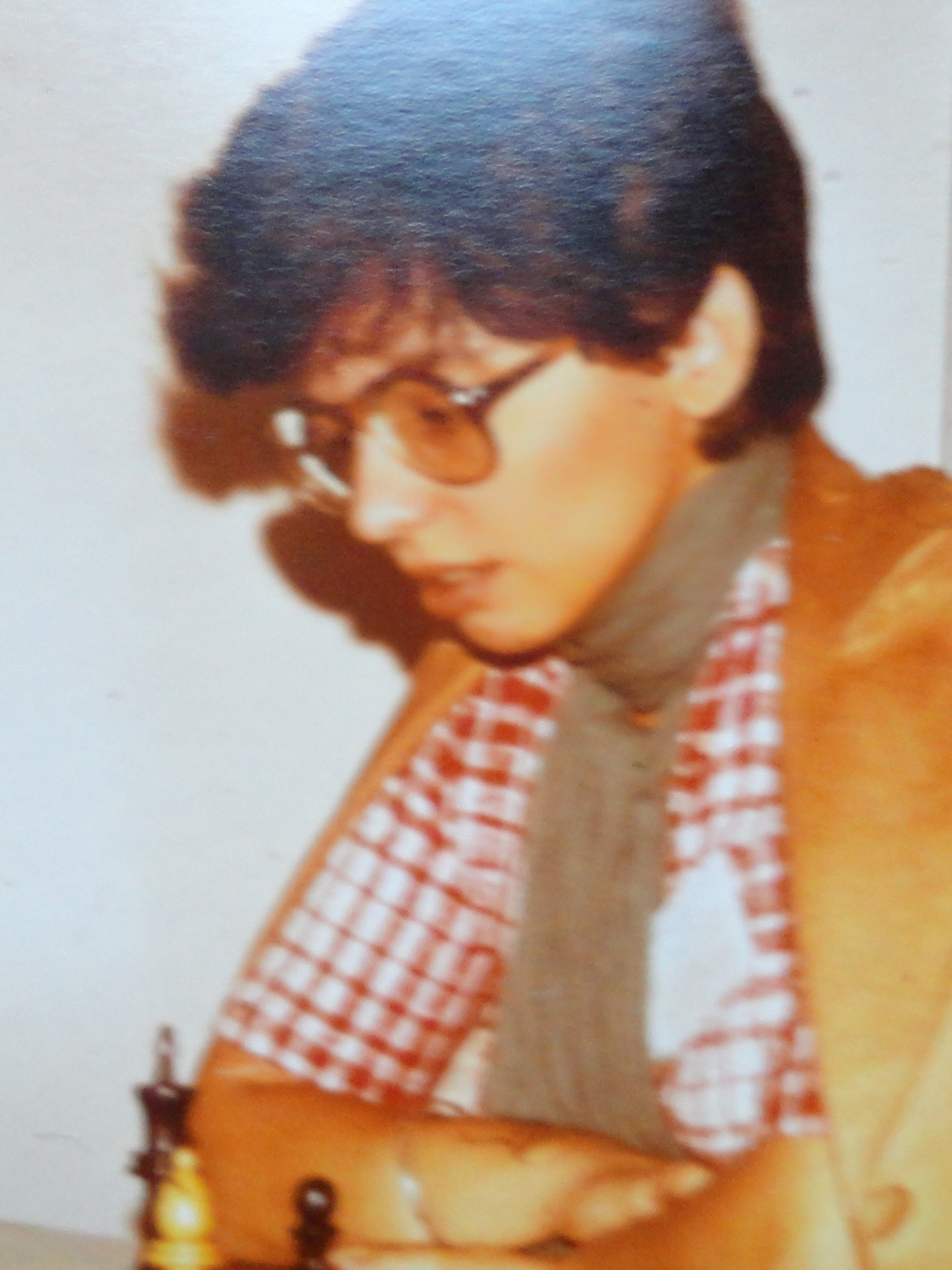
Borisława Borisowa (1979)

Kilkukrotnie startowała w finałach mistrzostw Bułgarii, czterokrotnie zdobywając medale: złoty (1976), dwa srebrne (1972, 1977) oraz brązowy (1975). Po wyjeździe do Szwecji należała do ścisłej czołówki szachistek tego kraju. W latach 1978–1994 siedmiokrotnie (w tym 2 razy na I szachownicy) uczestniczyła w szachowych olimpiadach, dwukrotnie zdobywając brązowe medale za wyniki indywidualne (1978 – na I szachownicy, 1992 – na II szachownicy). Dwukrotnie awansowała do turniejów międzystrefowych (eliminacji mistrzostw świata), zajmując X miejsce w Rio de Janeiro (1979) oraz XII miejsce w Bad Kissingen (1982). W kolejnych latach dwukrotnie zajęła III miejsca (Eksjö 1985 – za Pią Cramling i Niną Hoiberg oraz Gausdal 1987 – za Niną Hoiberg i Christiną Nyberg) w turniejach strefowych, nie zdobywając jednak awansu do kolejnego etapu rywalizacji o mistrzostwo świata. W 1985 i 1989 reprezentowała Szwecję w drużynowym Pucharze Nordyckim, w 1985 zdobywając złoty medal.
Najwyższy ranking w karierze osiągnęła 1 stycznia 1987, z wynikiem 2210 punktów zajmowała wówczas 2. miejsce (za Pią Cramling) wśród szwedzkich szachistek.